# May Picqueray
Marie-Jeanne Picqueray, bekannt unter dem Namen May Picqueray, (* 8. Juli 1898 in Savenay; † 3. November 1983 in Paris) war eine französische Autorin, Widerstandskämpferin und militante Anarchistin.

## Leben
Aufgewachsen in der französischen Küstenstadt Saint-Nazaire, verbrachte Picqueray einige Jahre in Montreal (Kanada), wo sie Englisch lernte und dort als Au-Pair tätig war. Mit 18 Jahren, am Ende des Ersten Weltkrieges, kam sie nach Paris. Sie heiratete einen  Offizier der Handelsmarine, die Ehe hielt jedoch nicht lange.
In Paris machte sie Bekanntschaft mit Anarchisten, schloss sich der anarchistischen Jugend an und hörte Vorträge von Sébastien Faure. Im Jahr 1921 lernte sie den libertären Kriegsdienstverweigerer Louis Lecoin kennen. Mit Lecoin und anderen Anarchisten gründete Picqueray ein Unterstützungskomitee für die aus Italien stammenden Anarchisten Sacco und Vanzetti, die in den USA zum Tode verurteilt waren. Die französische etablierte Presse nahm kaum Notiz von diesem Todesurteil und Picqueray sandte aus Protest gegen das Verschweigen im Oktober 1921 ein „Geschenkpaket“ mit einer Granate zur US-amerikanischen Botschaft in Paris. Im Vorzimmer der Botschaft wurde das Päckchen geöffnet; bevor die Granate explodierte, konnte ein Angehöriger der Botschaft sie noch in eine Ecke werfen. Es gab keine Todesopfer, der Sachschaden war jedoch groß. In ihrer Autobiografie erklärte Picqueray, dass die Granate ihre Schuldigkeit getan habe: Die französische Presse berichtete nun über das Todesurteil gegen Sacco und Vanzetti.
In den 1920er Jahren war Picqueray häufig in Saint-Tropez. An der südfranzösischen Küste hatten sich die bekannten Anarchisten  Alexander Berkman und Emma Goldman in einem kleinen Haus niedergelassen, um ihre Autobiografien zu schreiben. Picqueray machte sich als Sekretärin nützlich, tippte das Manuskript und las Korrektur der mehrbändigen Autobiografie Goldmans.
Im Jahr 1922 reiste sie als Vertreterin der Föderation der Metallarbeiter nach Moskau zum Kongress der Roten Gewerkschafts-Internationale. In Begleitung des Delegierten Lucien Chevalier fuhr sie über Berlin, wo beide Berkman und Goldman trafen, die sie über die Lage im von den Bolschewiki regierten Russland und die Niederlage der russischen Anarchisten informierten (William Wright). Auch machte sie hier Bekanntschaft mit Rudolf Rocker und Augustin Souchy. In Berlin wurde Picqueray von Goldman und Berkman gebeten, sich nach ihrer Ankunft in Moskau für die Freilassung der in russischer Haft befindlichen Anarchisten Mollie Steimer und Senya Fleshin einzusetzen. In Moskau angekommen, gingen Lucien und Picqueray als Delegierte zum Büro von Leo Trotzki und übergaben ihm ein Gesuch für die Freilassung von Steimer und Fleshin. Die beiden Freunde Emma Goldmans wurden einige Wochen später entlassen. „Sie [Picquerac] besuchte illegal neben den Konferenzsitzungen im Untergrund lebende Anarchisten wie Nicolas Lazarevitch oder Ex-Anarchisten wie Victor Serge, die nun die Bolschewiki unterstützten“ (Quelle: In Graswurzelrevolution, s. Ende des Artikels). Bei einem Galadiner im Kreml sprang sie entrüstet auf einen Tisch und protestierte gegen dieses Galadiner der Delegierten, da in Sowjetrussland eine Hungersnot herrschte. Nach Abschluss des Kongresses, an einem der letzten Abende, wurde Picquaray gebeten, ein französisches Chanson zu singen. Sie ging auf den Vorschlag ein und sang von Charles d’Avray: Auf, auf, ihr alten Revolutionäre, die Anarchie wird endlich triumphieren. Hierüber schrieb sie in ihrer Autobiografie: Oh war das schön, danach in die Gesichter der Kommunisten zu schauen! Wenn sie gekonnt hätten, hätten sie mich auf der Stelle hingerichtet.
Picquerays Mut wird unter anderem dadurch deutlich, dass ihr Delegiertenstatus in Sowjetrussland kein Schutz für ihr Leben war. Zwei Genossen von ihr, Lepetit und Vergeat, ebenfalls Delegierte, waren ein Jahr zuvor für immer in Sowjetrussland spurlos verschwunden.

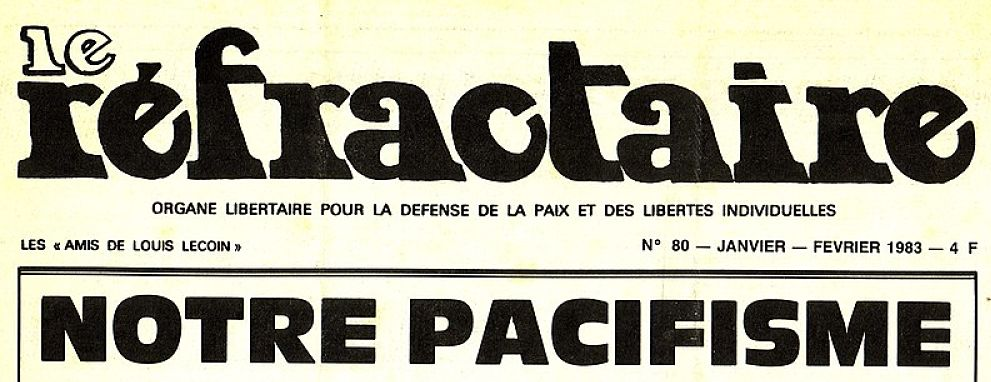
Titel der von Picqueray 1974 bis 1983 geleiteten Zeitschrift Le Réfractaire

Zurück in Paris, war Picqueray aktiv tätig in einer Fluchthelfergruppe. Mit libertären Freunden fälschte sie Pässe für deutsche Juden, damit diese den Deportationen entgehen konnten, und für französische Arbeiter, die zur Zwangsarbeit verurteilt waren. Eine anarchistische Freundin von ihr arbeitete als Sekretärin in einem Büro der Nationalsozialisten. Picqueray ging dort „ein und aus“ und fälschte Pässe und Dokumente gleich vor Ort im Büro der Nazis (W. Wright).
Nach dem Zweiten Weltkrieg engagierte sie sich mit ihrem langjährigen politischen Weggefährten Louis Lecoin in der antimilitaristischen Bewegung. In den 1970er Jahren unterstützte sie die ökologische Bewegung.
In der französischen anarchistischen Bewegung erhielt May Picqueray die Ehrenbezeichnung La Réfractaire (so viel wie ‚Die Aufsässige‘ oder ‚die Dissidentin‘).
Marie-Jeanne Picqueray hatte drei Kinder: Sonia, Lucien und Marie-May.

## Werke
- May Picqueray: May la réfractaire. Les Editions Libertaires, 2004. May la réfractaire. Literarische Angaben, Online verfügbar.

## Weiterführende Literatur (Auswahl)
- Olivia Gomolinski, May Picqueray, 1898-1983, une mémoire du mouvement anarchiste, mémoire de maîtrise. Paris 1994
- Aude Le Breton, Publicité pour l’AAEL. éd. du Monde libertaire. Toulouse. ISBN 2-903013-83-7.
- David Berry, The French Anarchist Movement, 1939 - 1945. In: Andreas G. Graf (Hrsg.): Anarchisten gegen Hitler. Anarchisten, Anarcho-Syndikalisten, Rätekommunisten in Widerstand und Exil. Lukas Verlag, Berlin 2001. ISBN 978-3-931836-23-8
- Archiv für die Geschichte des Widerstandes und der Arbeit (Zeitschrift, Ausgabe 17), Bochum 1989. ISSN 0936-1014 Online Kurzanagaben über May Picqueray.
- Victor Peters: Nestor Makhno—Anarchy's Cossack: The Struggle for Free Soviets in the Ukraine 1917–1921. Seite 11, 91, 93, 303. AK Press, Oakland Dezember 2004. ISBN 978-1-902593-68-5. Online Kurzangaben über May Picqueray. „May Picqueray also describes Galina as ... "very devoted, calm and sensible, attached to Nestor and likeable"; on the other hand, little Lucie who must have been almost three years old in 1925, struck May as a little imp, what with her...“.
- Guide to the international archives and collections at the IISH, Amsterdam (englisch). Seite 111. Publisher: International Institute of Social History. Amsterdam 1989. ISBN 978-9-068610-35-2
- Noël Godin: Anthologie de la subversion carabinée. (Résumant son séjour en URSS, May Picqueray écrit ainsi: « À ce paradis [soviétique], je préférais le régime républicain avec toutes ses imperfections, mais où je pouvais encore m'exprimer et lutter).» Dans un article publié, en 1930,... (Seite 371). Editions l'Age d'Homme, März 2008. ISBN 978-2-825138-05-2
- Philippe Buton: Une histoire intellectuelle de la démocratie: 1918-1989. Seite 53. Verlag: Seli Arslan, 1. Januar 2000. ISBN 978-2-842760-36-6
- Michel Ragon: Histoire de la littérature prolétarienne en France. Seite 147. Verlag Albin Michel, 1974. ISBN 978-2-226001-11-5. Online-Kurzangabe
- Vie sociale. Participations et Implications sociales. La revue du CEDIAS-Musée social, Nr. 1, 2002. Participations et implications sociales. Kurzangaben zur Nr. 1, 2002. Online-Kurzinformation: „En 1974 encore, à 84 ans, elle suivra May Picqueray lorsque celle- ci fonda Le Réfractaire afin de poursuivre l'action de Louis Lecoin en faveur des objecteurs de conscience. Une fresque presque romanesque pour un personnage hors du...“.